# Antíoco XI Epifânio Filadelfo
Antíoco XI foi um rei selêucida, segundo filho de Antíoco VIII. Procurou vingar a morte de seu irmão Seleuco VI nas mãos de seu primo, Antíoco X. Mas menos de dois anos mais tarde, ele foi morto na tentativa de capturar Antioquia. Após esta campanha que tinha terminado em derrota, Antíoco foi obrigado a fugir, mas afogou no rio Orontes ao tentar atravessá-lo a cavalo. Sua causa foi retomada por seus irmãos mais novos, Filipe I Filadelfo e Demétrio III, que conseguiu tomar o controle de grandes porções do reino de seu primo, efetivamente dividir e diluir o poder selêucida.

## Família
Antíoco XI era filho de Antíoco VIII Gripo. Seu pai era filho de Demétrio II Nicátor e Cleópatra Teia.
Os filhos de Antíoco VIII Gripo foram Seleuco VI Epifânio Nicátor, Antíoco XI Epifânio Filadelfo, Filipe I Filadelfo, Demétrio III, e, possivelmente, Antíoco XII Dionísio.
Antíoco XI Epifânio Filadelfo tinha um irmão, Seleuco VI Epifânio Nicátor, filho de Antíoco VIII Gripo, e um irmão gêmeo, Filipe I Filadelfo, filho de Antíoco VIII Gripo e Trifena, filha de Ptolemeu VIII Evérgeta;  Trifena não é mencionada nos textos antigos como mãe de Seleuco VI, mas esta hipótese é assumida por quase todos historiadores modernos.
Seu pai, rei da Síria, havia sido derrotado por Antíoco IX de Cízico, meio-irmão de Antíoco VIII, por ser filho de Cleopatra Teia e Antíoco VII Sideta; Demétrio I Sóter era o pai de Demétrio II Nicátor  e Antíoco VII Sideta.
Seleuco VI Epifânio Nicátor, filho de Antíoco VIII, derrotou seu tio Antíoco IX e tomou o trono, mas ele era violento e tirânico, e foi queimado até a morte no ginásio de Mopso (Mopsuéstia), cidade da Cilícia. Segundo Eusébio de Cesareia, Seleuco VI fugiu para Mopsuéstia na Cilícia, e, quando viu que os cidadãos o reconheceram e queriam queimá-lo vivo, cometeu suicídio.

## Reinado
O sucessor de Seleuco VI foi Antíoco X Eusébio, filho de Antíoco IX. Mas Seleuco tinha dois irmãos, Filipe I Filadelfo e Antíoco, gêmeos, que reuniram um exército, capturaram a cidade de Mopsuéstia e a destruíram. Antíoco, irmão de Seleuco, morreu quando caiu com seu cavalo no Rio Orontes e foi levado pela correnteza, e Filipe, irmão de Seleuco e filho de Antíoco Gripo, continuou a luta contra Antíoco X Eusébio, o filho de Antíoco de Cízico.

## Consequências
No início do terceiro ano da 171ª olimpíada, Filipe, filho de Gripo e Antíoco, filho de Antíoco de Cízico, lutaram em uma batalha pelo controle da Síria, já que cada um controlava uma parte. Antíoco foi derrotado, e fugiu para os partos; em seguida, ele se rendeu a Pompeu, esperando recuperar a Síria.